# Phylloscopus kansuensis
El mosquitero de Gansu (Phylloscopus kansuensis) es una especie de ave paseriforme de la familia Phylloscopidae endémica de China. Anteriormente se consideraba una subespecie del mosquitero de Pallas (P. proregulus), pero los estudios genéticos encontraron diferencias suficientes para clasificarlos como especies separadas.

## Descripción
El mosquitero de Gansu mide unos 10 cm de largo, siendo ligeramente más grande que el mosquitero de Pallas. Tiene partes superiores de tonos verdes oliváceos, con obispillo y partes inferiores blanquecinos. Presenta largas listas superciliares y una lista pileal media blanquecinas, en contraste con las listas pileales medias y listas oculares oscuras. Sus alas tienen una lista muy prominente, y una segunda lista más difusa y bordes blanquecinos en las plumas terciarias.
Su canto es muy diferente del canto del mosquitero de Pallas, y consiste en una nota alta seguida por una serie de notas que se aceleran y un trino final.

## Distribución y hábitat
Cría únicamente en las provincias de Gansu y Qinghai, del interior de China. Se desconoce dónde están sus cuarteles invernales, que tendrían que ser en el sur, posiblemente en la provincia de Yunnan del sur de China. Se encuentra hasta los 3200 metros sobre el nivel del mar en bosques caducifolios con algunas piceas y enebros dispersos. Se clasifica como especie bajo preocupación menor por la UICN.